# Équipe d'Algérie de football en 2004
L'équipe d'Algérie de football participe lors de cette année à la Coupe d'Afrique des nations 2004 en Tunisie et aux Tours préliminaires de la Coupe du monde 2006. L'équipe d'Algérie est entraînée par Rabah Saadane, Robert Waseige et Ali Fergani.

## Déroulement de la saison

### Classement FIFA 2004
Le tableau ci-dessous présente les coefficients mensuels de l'équipe d'Algérie publiés par la FIFA durant l'année 2004.
| Mois | janv. | fév. | Mars | Avril | Mai | Juin | Juillet | Août | sept. | oct. | nov. | déc. |
| Rang | 63    | 52   | 53   | 54    | 53  | 52   | 57      | 58   | 61    | 66   | 70   | 73   |

### Classement de la CAF
Le tableau ci-dessous présente les coefficients mensuels de l'équipe d'Algérie dans la CAF publiés par la FIFA durant l'année 2004.
| Mois | janv. | fév. | Mars | Avril | Mai | Juin | Juillet | Août | sept. | oct. | nov. | déc. |
| Rang | 11    | 10   | 10   | 10    | 10  | 10   | 10      | 10   | 11    | 11   | 13   | 14   |

## Les matchs
| Date             | Stade, Ville, Pays                              | Adversaire   | Score | Comp | Buteurs algériens         |
| 15 janvier 2004  | Stade du 5 juillet 1962 Alger, Algérie          | Mali         | 0 - 2 | A    |                           |
| 25 janvier 2004  | Stade olympique de Sousse Sousse, Tunisie       | Cameroun     | 1 - 1 | CAN  | Zafour 52e                |
| 29 janvier 2004  | Stade olympique de Sousse Sousse, Tunisie       | Égypte       | 2 - 1 | CAN  | Mamouni 13e, Achiou 86e   |
| 3 février 2004   | Stade olympique de Sousse Sousse, Tunisie       | Zimbabwe     | 1 - 2 | CAN  | Achiou 73e                |
| 8 février 2004   | Stade Taïeb-Mehiri Sfax, Tunisie                | Maroc        | 1 - 3 | CAN  | Cherrad 84e               |
| 28 avril 2004    | Stade Gabriel-Montpied Clermont-Ferrand, France | Chine        | 1 - 0 | A    |                           |
| 30 mai 2004      | Stade du 19-Mai-1956 Annaba, Algérie            | Jordanie     | 1 - 1 | A    | Cherrad 60e               |
| 5 juin 2004      | Stade du 19-Mai-1956 Annaba, Algérie            | Angola       | 0 - 0 | QCM  |                           |
| 20 juin 2004     | National Sports Stadium Harare, Zimbabwé        | Zimbabwe     | 1 - 1 | QCM  | Cherrad 3e                |
| 3 juillet 2004   | Abuja Stadium Abuja, Nigeria                    | Nigeria      | 1 - 0 | QCM  |                           |
| 17 août 2004     | Stade du 5 juillet 1962 Alger, Algérie          | Burkina Faso | 2 - 2 | A    | Tahraoui 33e, Arrache 54e |
| 5 septembre 2004 | Stade du 19-Mai-1956 Annaba, Algérie            | Gabon        | 0 - 3 | QCM  |                           |
| 9 octobre 2004   | Stade Amahoro Kigali, Rwanda                    | Rwanda       | 1 - 1 | QCM  | Bourahli 14e              |
| 17 novembre 2004 | Stade Mayol Toulon, France                      | Sénégal      | 1 - 2 | A    | Daoud 77e                 |

## Coupe d'Afrique des nations de football 2004
La Coupe d'Afrique des nations de football 2004 démarre le 24 janvier 2004 au Tunisie.

### 1ertour

#### Groupe C
| Rang | Équipe   | Pts | J | G | N | P | Bp | Bc | Diff |
| ---- | -------- | --- | - | - | - | - | -- | -- | ---- |
| 1    | Cameroun | 5   | 3 | 1 | 2 | 0 | 6  | 4  | +2   |
| 2    | Algérie  | 4   | 3 | 1 | 1 | 1 | 4  | 4  | 0    |
| 3    | Égypte   | 4   | 3 | 1 | 1 | 1 | 3  | 3  | 0    |
| 4    | Zimbabwe | 3   | 3 | 1 | 0 | 2 | 6  | 8  | -2   |

| Match | Date       | Lieu   | Équipe 1 | Résultat | Équipe 2 |
| ----- | ---------- | ------ | -------- | -------- | -------- |
| 4     | 25 janvier | Sousse | Cameroun | 1 - 1    | Algérie  |
| 12    | 29 janvier | Sousse | Algérie  | 2 - 1    | Égypte   |
| 22    | 3 février  | Sousse | Algérie  | 1 - 2    | Zimbabwe |

### Quarts de finale
| 8 février 2004 17h00 | Maroc                                     | 3 - 1 (a.p.) | Algérie     | Stade Taïeb-Mehiri, Sfax                              |                                                       |
|                      | Chamakh 90+6e · Hadji 113e · Zaïri 120+1e | (0 - 0)      | 84e Cherrad | Spectateurs : 22 000 Arbitrage : Abdul Hakim Shelmani | Spectateurs : 22 000 Arbitrage : Abdul Hakim Shelmani |
|                      | rapport                                   |              |             | Spectateurs : 22 000 Arbitrage : Abdul Hakim Shelmani | Spectateurs : 22 000 Arbitrage : Abdul Hakim Shelmani |

Légende: A : Match amical  / CAN : Coupe d'Afrique des nations de football 2004 / QCM : Tours préliminaires à la Coupe du monde de football 2006

### Bilan
| Rang | Équipe  | Pts | J  | G | N | P | Bp | Bc | Diff |
| ---- | ------- | --- | -- | - | - | - | -- | -- | ---- |
| #    | Algérie | 10  | 14 | 1 | 7 | 6 | 11 | 21 | -10  |

## Tours préliminaires de la Coupe du monde 2006
| Entraîneur :   |
| Robert Waseige |

| Entraîneur :            |
| Luís Oliveira Gonçalves |

| Entraîneur :   |
| Robert Waseige |

| Entraîneur :            |
| Luís Oliveira Gonçalves |

| Entraîneur : |
| Allen Gumbo  |

| Entraîneur :   |
| Robert Waseige |

| Entraîneur : |
| Allen Gumbo  |

| Entraîneur :   |
| Robert Waseige |

| Entraîneur :     |
| Christian Chukwu |

| Entraîneur :   |
| Robert Waseige |

| Entraîneur :     |
| Christian Chukwu |

| Entraîneur :   |
| Robert Waseige |

| Entraîneur :   |
| Robert Waseige |

| Entraîneur : |
| Jairzinho    |

| Entraîneur :   |
| Robert Waseige |

| Entraîneur : |
| Jairzinho    |

| Entraîneur :   |
| Roger Palmgren |

| Entraîneur : |
| Ali Fergani  |

| Entraîneur :   |
| Roger Palmgren |

| Entraîneur : |
| Ali Fergani  |

## Effectif
| N° | Pos | Nom                | Date de naissance | Sélections | Buts | Club                   |
| -- | --- | ------------------ | ----------------- | ---------- | ---- | ---------------------- |
| 12 | GB  | Lounès Gaouaoui    | 28 septembre 1977 | 0          | 0    | JS Kabylie             |
| 1  | GB  | Hichem Mezaïr      | 28 septembre 1976 | 0          | 0    | USM Alger              |
| 16 | GB  | Mohamed Benhamou   | 17 décembre 1979  | 0          | 0    | Paris SG               |
|    |     |                    |                   |            |      |                        |
| 13 | DF  | Brahim Zafour      | 30 novembre 1977  | 0          | 0    | JS Kabylie             |
| 18 | DF  | Slimane Rahou      | 20 octobre 1975   | 0          | 0    | JS Kabylie             |
| 4  | DF  | Samir Beloufa      | 27 août 1979      | 0          | 0    | Excelsior Mouscron     |
| 4  | DF  | Madjid Bougherra   | 7 octobre 1982    | 0          | 0    | FC Gueugnon            |
| 3  | DF  | Moulay Haddou      | 14 juin 1975      | 0          | 0    | MC Oran                |
| 5  | DF  | Salim Aribi        | 16 décembre 1974  | 0          | 0    | USM Alger              |
| 17 | DF  | Samir Zaoui        | 6 juin 1976       | 0          | 0    | ASO Chlef              |
| 21 | DF  | Antar Yahia        | 21 mars 1982      | 0          | 0    | SC Bastia              |
|    |     |                    |                   |            |      |                        |
| 8  | ML  | Nasredine Kraouche | 27 août 1979      | 0          | 0    | KAA La Gantoise        |
| 2  | ML  | Abdelnasser Ouadah | 13 septembre 1975 | 0          | 0    | AC Ajaccio             |
| 6  | ML  | Yazid Mansouri     | 25 février 1978   |            |      | Le Havre AC            |
| 10 | ML  | Djamel Belmadi     | 27 mars 1976      | 0          | 0    | Al-Gharafa Sports Club |
| 15 | ML  | Karim Ziani        | 17 août 1982      | 0          | 0    | ESTAC Troyes           |
| 19 | ML  | Maamar Mamouni     | 26 février 1976   | 0          | 0    | RAA La Louvière        |
| 20 | ML  | Fodhil Hadjadj     | 18 avril 1983     | 0          | 0    | FC Nantes Atlantique   |
| 22 | ML  | Hocine Achiou      | 27 avril 1979     | 0          | 0    | USM Alger              |
|    |     |                    |                   |            |      |                        |
| 7  | AT  | Abdelmalek Cherrad | 14 janvier 1981   | 0          | 0    | OGC Nice               |
| 11 | AT  | Mansour Boutabout  | 20 septembre 1978 | 0          | 0    | FC Gueugnon            |
| 14 | AT  | Farès Fellahi      | 13 mai 1975       | 0          | 0    | ES Sétif               |
| 9  | AT  | Nassim Akrour      | 10 juillet 1974   | 0          | 0    | ESTAC Troyes           |